# Isabelle Rougerie
Isabelle Marie Alexandra Rougerie (* 6. Februar 1963 in 13. Arrondissement, Paris, Frankreich) ist eine französische Schauspielerin und Songwriterin.

## Leben
Rougerie ist die Tochter von Jean Rougerie und Schwester von Sylvain Rougerie, beide ebenfalls Schauspieler. Sie studierte am Cours Florent und dem Conservatoire national supérieur d’art dramatique. Seit 1981 war sie in mehr als einem Dutzend Film- und vor allem Fernsehproduktionen zu sehen.

## Filmographie (Auswahl)
- 1981: La Pension des surdoués
- 1982: Joëlle Mazart (Fernsehsechsteiler)
- 1983: Messieurs les jurés (Fernsehserie, 1 Folge)
- 1985: Cinéma 16 (Fernsehserie, 1 Folge)
- 1986: On a volé Charlie Spencer
- 2001: Julie Lescaut (Fernsehserie, 1 Folge)
- 2005: Joséphine, ange gardien (Fernsehserie, 1 Folge)
- 2007: Endlich Witwe (Enfin veuve)
- 2010: Camus
- 2011: Platane (Fernsehserie, 1 Folge)
- 2012: Si Peés de chez vous (Fernsehserie, 1 Folge)
- 2015: Petits secrets entre voisins (Fernsehserie, 1 Folge)

### Synchronisation
- 2023: Spider-Man: Across the Spider-Verse